# Saint-Gérand-Croixanvec
Saint-Gérand-Croixanvec is een fusiegemeente (commune nouvelle) in het Franse departement Morbihan in de regio Bretagne. De plaats maakt deel uit van het arrondissement Pontivy. Saint-Gérand-Croixanvec is op 1 januari 2022 ontstaan door de fusie van de gemeenten Saint-Gérand en Croixanvec.

## Geografie
De oppervlakte van Saint-Gérand-Croixanvec bedroeg op 1 januari 2022 24,14 vierkante kilometer; de bevolkingsdichtheid was toen 54,2 inwoners per km².